# Барбара Запольська
Барба́ра Запо́льська (пол. Barbara Zápolya; між 1490–1496, Тренчин — 2 жовтня 1515, Краків) — перша дружина Сиґізмунда I Старого, Польська королева і Велика княгиня Литовська і Руська. Походила з хорватсько-угорського магнатського роду Заполья.

## Біографія

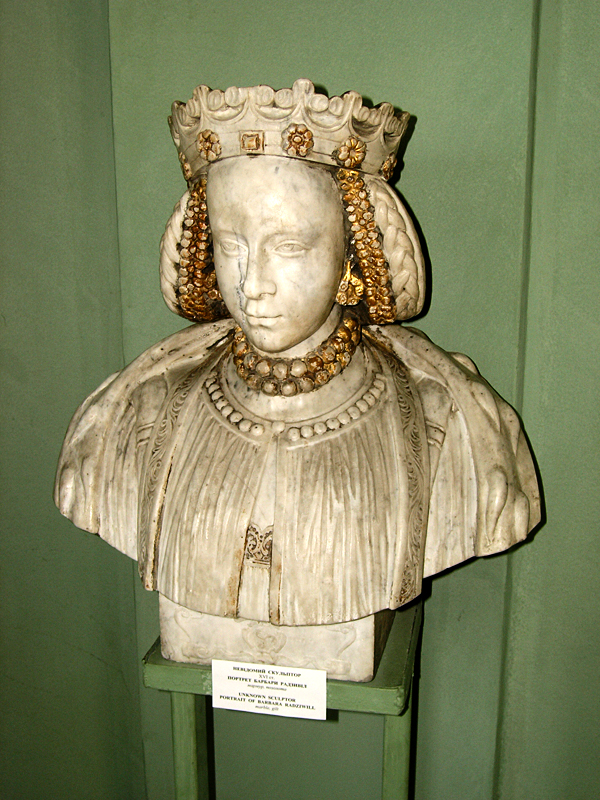
Погруддя Барбари, Олеський замок

Барбара народилася в сім'ї хорватсько-угорського магната і воєводи Стефана (Іштвана) Запольї і його дружини з Сілезії, Гедвіги Тешинської (1469–1521), доньки герцога Пржемислава II Тешинського (1420–1477) з роду П'ястів. Дівчина була сестрою майбутнього короля Угорщини Яноша I Заполья.
На початку XVI століття в Буді, при дворі свого брата, короля Угорщини та Чехії Владислава II, проживав і майбутній король Польщі Сигізмунд, який в той час не володів практично ніяким майном чи володіннями в Польщі. У цей період свого життя він зближується з родиною Заполья. Після смерті Олександра Ягеллона який не залишив спадкоємця, в 1506 році елекційним сеймом Сигізмунд обирається королем Польщі.
Весільний договір між 45-річним Сигізмундом і 16-річної Барбарою був підписаний у грудні 1511. 6 лютого вона прибуває до Кракова в супроводі членів своєї сім'ї та свити з польських дворян, а 8 лютого 1512 принцеса в Кракові одружується з королем Польщі Сигізмундом I. Тоді ж Барбара була коронована у Вавельському соборі Кракова як королева Польщі і велика княгиня Литовська. Весільні урочистості були обставлені з найбільшою пишнотою, придане нареченої склало величезну на той час суму в 100 тисяч червонців. У відповідь дару Барбара отримала від короля в своє володіння ряд польських міст і деякі інші привілеї та платежі.
Цей шлюб був наслідком багаторічних політичних інтриг і дій, пов'язаних як з внутрішньою політикою в Угорщині (небажанням угорського дворянства посилення в їхній країні впливу Габсбургів), так і в Польщі (протистояння її з Москвою і Тевтонським орденом). Незважаючи на велику різницю у віці і політичне підґрунтя цього шлюбу, сімейне життя Сигізмунда і Барбари протікала цілком вдало. Король вельми люб'язно ставився до дружини, і будучи багато разів в роз'їздах в тих випадках, коли Барбара не могла його супроводжувати, він писав їй, постійно піклуючись про стан здоров'я дружини (збереглося 20 листів Сигізмунда до Барбари). Сучасники також свідчать про м'який та жалісливий характері королеви, її побожності. У той же час вона практично не брала участь в політичному житті Польщі. У травні 1513 Барбара народила в Познані свою першу дочку Ядвігу, яка в 1535 стає дружиною бранденбурзького курфюрста Йоахіма II.
Більшу частину свого життя в подальшому Барбара провела в самоті у Вільно, так як її чоловік, будучи великим князем Литовським, знаходився на війні, оголошеному Великому московському князівству (Московсько-литовська війна (1512—1522)). Знаючи побожність і «святість» в питаннях віри своєї королеви, деякі сучасники приписували перемогу литовсько-руського-польського війська під Оршею над московськими військами невпинним молитвам Барбари. У 1515 році королева народила другу дочку, Анну, мертву незабаром після пологів. Сама Барбара також померла на початку жовтня 1515 від родової гарячки.
Похована у Вавельській катедрі.